# Jamestown (Canada)
Jamestown is een plaats in de Canadese provincie Newfoundland en Labrador. Het dorp ligt in het uiterste zuidwesten van het schiereiland Bonavista, aan de oostkust van het eiland Newfoundland.

## Geografie
Jamestown ligt aan de oostelijke oever van de Goose Bay. Dat is een lange, smalle zijarm van de Chandler Reach, hetwelk een zeegat is dat leidt naar de open wateren van de Bonavista Bay. De plaats ligt aan Route 234, ten noordoosten van het gehucht Portland en ten noordwesten van het dorpje Winter Brook.
Het dorp maakt deel uit van het in 2010 opgerichte local service district Lethbridge and Area.

## Demografie
Tussen 1991 en 1996 daalde de bevolkingsomvang van Jamestown van 163 naar 152 inwoners.